# Heini Walter
Heini Walter (n. 28 iulie 1927, Alpthal⁠(d), cantonul Schwyz, Elveția – d. 12 mai 2009, Aesch⁠(d), Cantonul Basel-Provincie, Elveția) a fost un pilot de Formula 1. De-a lungul carierei a luat startul în 1 cursă, niciuna din pole-position. Nu a câștigat nicio cursă și nu a terminat niciodată pe podium, acumulând 0 puncte în întreaga activitate ca pilot de Formula 1.